# Metachorischizus melanotarsus
Metachorischizus melanotarsus är en stekelart som beskrevs av Wang 1989. Metachorischizus melanotarsus ingår i släktet Metachorischizus och familjen brokparasitsteklar. Inga underarter finns listade i Catalogue of Life.